# سیوزانا پیرومیان

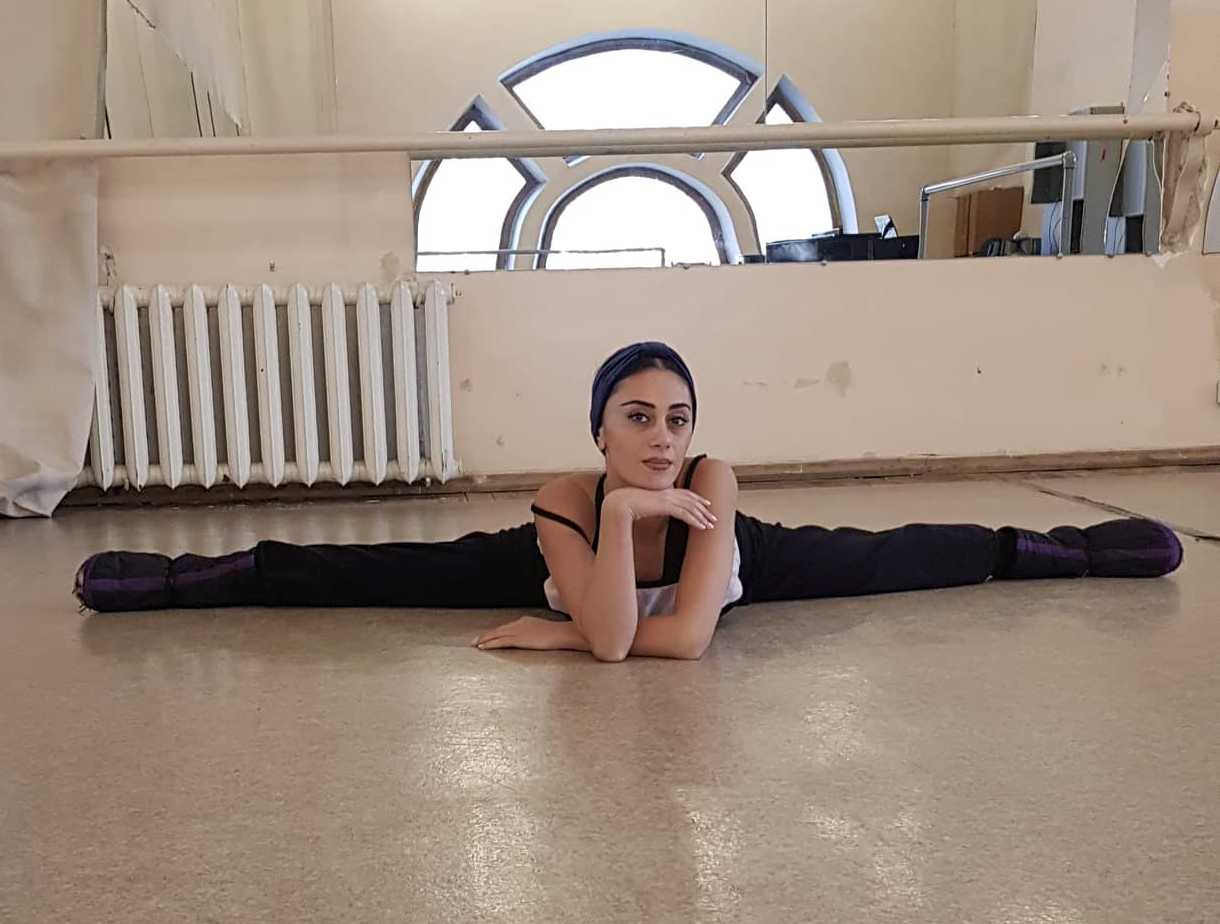

سیوزانا پیرومیان (ارمنی: Սյուզաննա Փիրումյան؛  زادهٔ ۲۴ ژوئیهٔ ۱۹۸۳) رقصنده باله اهل ارمنستان است.

## زندگی‌نامه
وی در ۲۴ ژوئیه ۱۹۸۳ در ایروان به دنیا آمد . همچنین برندهٔ جوایزی همچون هنرمند افتخاری جمهوری ارمنستان شده‌است.